# مصروفات جارية

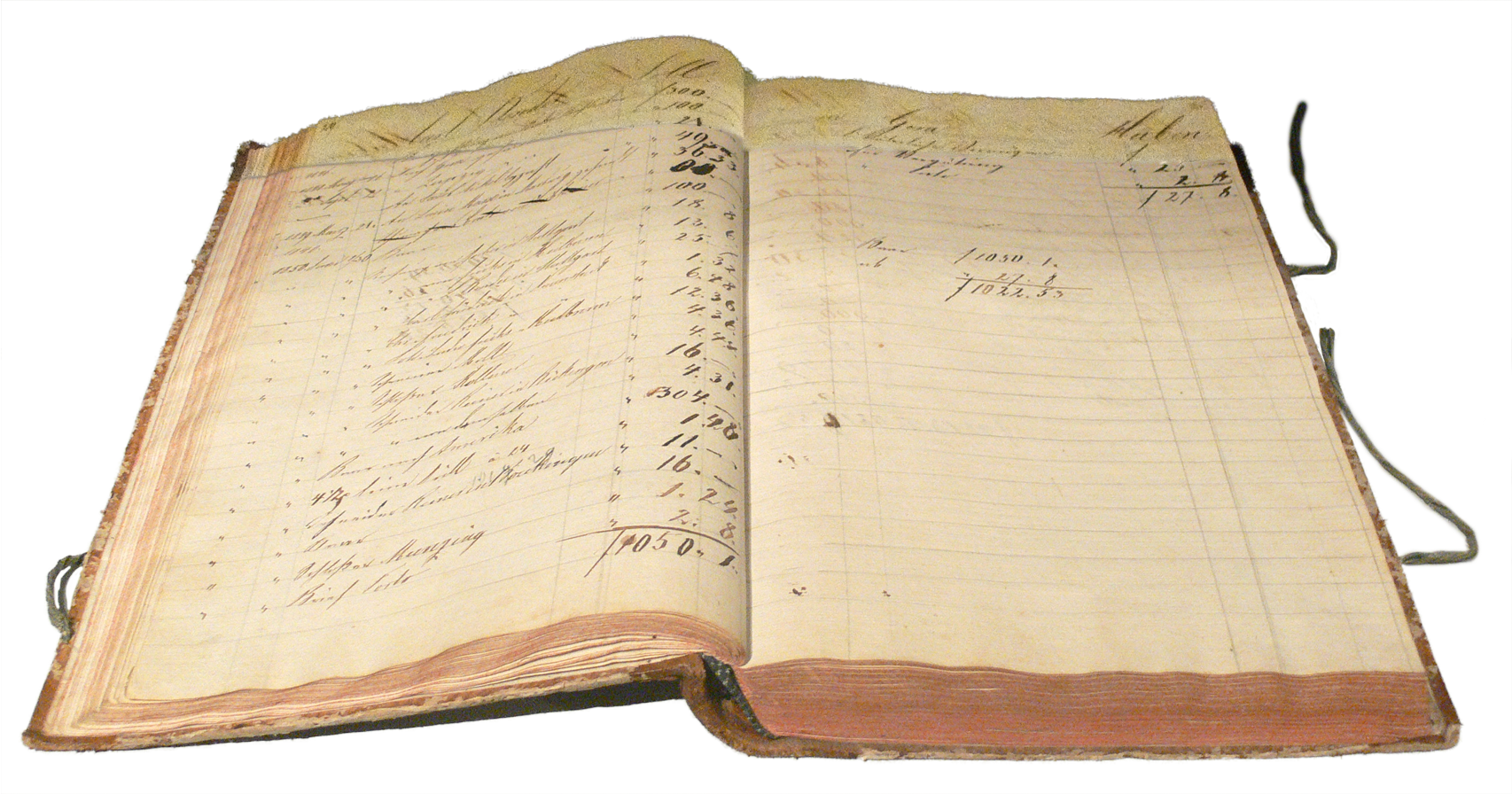

المصروفات الجارية في الاقتصاد (بالإنجليزية: current expenses أو operating expenses وتختصر الى OPEX ) هي مصروفات التشغيل المستمرة لمؤسسة تجارية أو مصنع والمصروفات التي تصرفها خلال مزاولتها أعمالها اليومية . وهي تختلف عن المصروفات الرأسمالية capital expenditure التي هي تكلفة شراء الآلات والمعدات، ولا تصرف في التشغيل.
وعلى سبيل امثال : شراء آلة ناسخة ينتمي إلى المصروفات الرأسمالية، أما الورق والحبر المستخدم، ومصروفات الصيانة والتصليح فهي تنتمي إلى المصروفات الجارية . وفي المؤسسات الكبيرة تدخل أجور العاملين ومصروفات تأجير المباني ومصروفات استهلاك الكهرباء في حيز المصروفات الجارية .
في الأعمال التجارية تعتبر المصروفات الجارية المصروفات اليومية من مبيعات ومصروفات الإدارة ومصروفات البحث العلمي والتطوير، بخلاف المنتجات، فالمنتجات تزيد من ثروة الشركة . ومن المصروفات الجارية أيضا الاستهلاك المباني واللآلات التي تستخدم في عملية الإنتاج.

## اقرأ أيضاً
- معدل الفائدة الإسمية
- معدل الفائدة الفعلية
- مردود الاستثمار
- الحد الأدنى للعائد
- مركز مربح
- مركز تكلفة
- مركز استثماري
- نظارة الحسابات
- تخصيص الأموال
- حجم الأعمال (اقتصاد)